# گابریل پی‌یر
گابریل پی‌یر (اسپانیایی: Gabriel Pierre‎؛ زادهٔ ۲۱ دسامبر ۱۹۶۶) بازیکن بیسبال اهل کوبا بود.